# Pachyneuron nelsoni
Pachyneuron nelsoni är en stekelart som beskrevs av Girault 1928. Pachyneuron nelsoni ingår i släktet Pachyneuron och familjen puppglanssteklar. Inga underarter finns listade i Catalogue of Life.